# Championnat de Lituanie de football 2001
Navigation
Saison précédente Saison suivante
La saison 2001 du Championnat de Lituanie de football était la 12e édition de la première division lituanienne. Les 10 meilleurs clubs du pays sont regroupés en une poule unique où chaque équipe rencontre quatre fois ses adversaires, deux fois à domicile et deux fois à l'extérieur. La pré-saison a connu de gros bouleversements avec la mise en place d'une nouvelle règle concernant les équipes réserves, qui ne sont plus autorisées à participer à la première division. Par conséquent, les clubs du FK Kareda Kaunas (réserve du FBK Kaunas depuis leur déménagement en 2000) et le FK Polonija Vilnius (réserve du FK Zalgiris Vilnius) sont rétrogradées en II-Lyga et permettent au FK Siauliai et au Gelezinis Vilkas Vilnius d'être promues parmi l'élite.
Le FBK Kaunas, double champion en titre, termine en tête du championnat cette saison. C'est le 3e titre de champion de Lituanie de son histoire.

## Les 10 clubs participants
| - FK Zalgiris Vilnius - FK Ekranas Panevezys - FBK Kaunas - FK Vetra Rudiskes - Promu de D2 - FK Inkaras Kaunas | - Atlantas Klaipeda - Nevezis Kedainiai - FK Siauliai - Promu de D2 - Dainava Alytus - Gelezinis Vilkas Vilnius - Promu de D2 |

## Compétition
Le barème de points servant à établir le classement se décompose ainsi :
- Victoire : 3 points
- Match nul : 1 point
- Défaite : 0 point

### Classement
| Rang | Équipe                       | Pts | J  | G  | N  | P  | Bp | Bc | Diff |
| ---- | ---------------------------- | --- | -- | -- | -- | -- | -- | -- | ---- |
| 1.   | FBK Kaunas                   | 85  | 36 | 26 | 7  | 3  | 76 | 13 | +63  |
| 2.   | Atlantas Klaipeda (C)        | 69  | 36 | 19 | 12 | 5  | 66 | 29 | +37  |
| 3.   | FK Zalgiris Vilnius          | 69  | 36 | 20 | 9  | 7  | 64 | 39 | +25  |
| 4.   | Ekranas Panevezys            | 55  | 36 | 15 | 10 | 11 | 58 | 38 | +20  |
| 5.   | FK Inkaras Kaunas            | 45  | 36 | 11 | 12 | 13 | 50 | 44 | +6   |
| 6.   | Gelezinis Vilkas Vilnius (P) | 36  | 36 | 10 | 6  | 20 | 42 | 69 | -27  |
| 7.   | Nevezis Kedainiai            | 35  | 36 | 8  | 11 | 17 | 33 | 54 | -21  |
| 8.   | FK Siauliai (P)              | 34  | 36 | 7  | 13 | 16 | 32 | 61 | -29  |
| 9.   | Vėtra Rūdiškės (P)           | 32  | 36 | 7  | 11 | 18 | 32 | 57 | -25  |
| 10.  | FK Dainava Alytus            | 30  | 36 | 7  | 9  | 20 | 34 | 83 | -49  |

|  | Qualifié pour la Ligue des champions 2002-2003 |
|  | Qualifié pour la Coupe UEFA 2002-2003          |
|  | Qualifié pour la Coupe Intertoto 2002          |
|  | Relégation en deuxième division                |

## Bilan de la saison
| Tableau d'Honneur                   |                   |
| Compétition                         | Vainqueur         |
| Championnat de Lituanie de football | FBK Kaunas        |
| Coupe de Lituanie de football       | Atlantas Klaipeda |

| Qualifications européennes    |                                            |
| Ligue des champions 2002-2003 | Qualifié                                   |
| 1er tour                      | FBK Kaunas                                 |
| Coupe UEFA 2002-2003          | Qualifiés                                  |
| 1er tour                      | FK Sūduva Marijampolė FK Atlantas Klaipeda |
| Coupe Intertoto 2002          | Qualifié                                   |
| 1er tour                      | FK Zalgiris Vilnius                        |

| Promotion et relégation |                                  |
| Relégué en II Lyga      | FK Vetra Rudiskes Dainava Alytus |
| Promus en A Lyga        | FK Sūduva Marijampolė            |